# 奧康托縣 (威斯康辛州)
奧康托县（英語：Oconto County）是位於美國威斯康辛州東北部的一個縣，東南臨綠灣。面積2,585平方公里。根據美國2000年人口普查估計，共有人口35,634人。縣治奧康托 (Oconto)。
成立於1851年2月6日，縣政府成立於1854年。縣名來自奧康托河 （河名是梅諾米尼語「紅河」或「有梭魚的地方」的意思）。